# Ермаков, Сергей Сидорович
Ермаков, Сергей Сидорович (8 марта 1950, село Охочее, Харьковская область) — украинский волейболист, мастер спорта СССР по волейболу (1975), доктор педагогических наук, профессор, академик Украинской Академии наук. Автор книг по истории волейбола Харькова
Финалист Кубка СССР по волейболу 1972 (4-е место) и 1973 года (3-е место) в составе команды «ДСК-1» г. Харьков.
Бронзовый призёр чемпионата чемпионата СССР 1978 года в составе команды «Локомотив» г. Харьков.

Чемпион Всемирных Игр Ветеранов Архивная копия от 18 мая 2015 на Wayback Machine World Masters Games (2009) в составе команды СК «Запорожье».

## Научная деятельность
- член научного совета Министерства образования Украины.
- председатель экспертного совета ВАК Украины (2006—2010).
- член специализированных советов по защите докторских диссертаций Харьковского национального педагогического университета им. Г. С. Сковороды и Черниговского национального педагогического университета им. Шевченко.
- главный редактор журналов по физическому воспитанию и спорту: «Pedagogics, Psychology, Medical-Biological Problems of Physical Training and Sports Архивная копия от 18 декабря 2014 на Wayback Machine», «Physical Education of Students Архивная копия от 25 июля 2015 на Wayback Machine», которые с 2015 года включены в Web of Science Core Collection.
- член Олимпийской академии Украины Архивная копия от 18 мая 2015 на Wayback Machine.
- академик Украинской Академии наук Архивная копия от 21 февраля 2020 на Wayback Machine.
- профессор в Высших учебных заведениях Польши: город Быдгощ — Высшая школа наук о здоровье (2010—2012), город Радом (2013, ВШГ), Университет Казимира Великого в Быдгощ (2013—2017)  Архивная копия от 7 апреля 2021 на Wayback Machine, г. Гданьск — Академия физического воспитания и спорта (с 2017г-)  Архивная копия от 3 февраля 2018 на Wayback Machine.
- профили ученого: в Scopus —  Архивная копия от 15 марта 2022 на Wayback Machine; в Web of Science Core Collection —  Архивная копия от 10 июля 2017 на Wayback Machine.

## Участие в научных форумах
Активный участник научных и методических семинаров: по волейболу Архивная копия от 18 мая 2015 на Wayback Machine.

## Публикации
Автор более 300 публикаций Архивная копия от 18 мая 2015 на Wayback Machine (научные статьи, учебные пособия, монографии, справочники), среди которых: 12 патентов на промышленные образцы (Єрмаков Сергій) Архивная копия от 18 мая 2015 на Wayback Machine и авторские свидетельства Архивная копия от 18 мая 2015 на Wayback Machine на изобретения; статьи в журналах с импакт-фактором из списка Web of Science (см. перечень статей) Архивная копия от 10 июля 2017 на Wayback Machine); статьи в журналах из списка Scopus (см. перечень статей) Архивная копия от 15 марта 2022 на Wayback Machine).